# 井贤栋
井贤栋（英語：Eric Jing, 1972年12月—）是一位中华人民共和国企业家。

## 生平
1972年出生于中国安徽省全椒县，1994年毕业于上海交通大学，先后任职于标致汽车，HAVI食品，可口可乐公司。
2005年留学毕业于美国明尼苏达大学，2004年至2006年担任百事可乐中国区首席财务官。
2007年加入阿里巴巴集团，花名“王安石”。
2009年担任支付宝首席财务官，2015年6月担任蚂蚁金服总裁，2016年10月升任首席执行官，2019年12月升任董事长，由胡晓明接任蚂蚁金服首席执行官。